# Art Larsen
Arthur David ("Art" ou "Tappy") Larsen (Hayward, 17 de abril de 1925 - San Leandro, 7 de Dezembro de 2012) foi um tenista profissional estadunidense.
Foi campeão de simples dos Jogos Pan-Americanos em 1955.

## U.S. Championships
- Simples campeão: 1950
- Simples vice: 1954